# حصن فلسطين النهائي

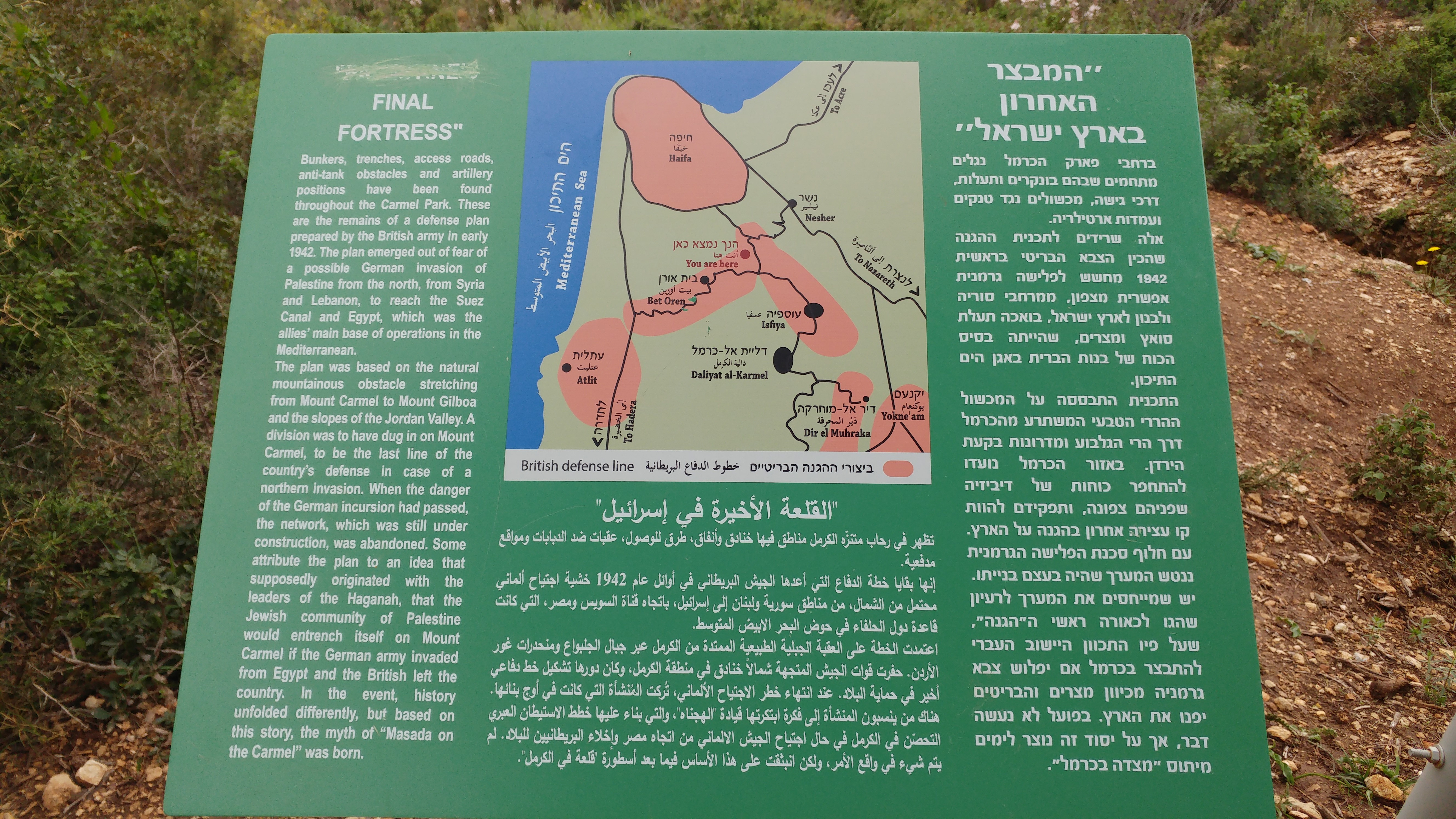
خريطة الحصن النهائي

حصن فلسطين النهائي (بالإنجليزية: Palestine Final Fortress)‏ كانت خطة الدفاع البريطانية لعام 1942 للإنتداب البريطاني في الحرب العالمية الثانية ضد غزو ألماني محتمل من الشمال.

## التاريخ
خلال الحرب العالمية الثانية، واجه الإنتداب البريطاني على فلسطين مرتين خطر الغزو من قبل الجيش الألماني وحلفائه، البداية الأولى عندما غزت ألمانيا النازية فرنسا في يونيو 1940 وصعود نظام فرنسا الفيشية الموالي للنازية، الذي سيطر على لبنان وسوريا، جعل هذا من احتمال غزو ألماني من الشمال محتمل للغاية، في ذلك الصيف بدأت القوات المسلحة البريطانية في إعداد خط دفاع ضد الغزوات من الشمال.
في العام التالي، بين يونيو ويوليو 1941، غزا البريطانيون لبنان وسوريا ضد فرنسا الفيشية، ومع ذلك، فإن هذا لم يزيل تهديد غزو ألماني كبير من الشمال، حيث اعتقد البريطانيون أن الجيش الأحمر قد لا يصمد أمام ألمانيا النازية، على الرغم من أن خط الدفاع في روسيا قد استقر، إلا أن البريطانيين وضعوا خطة إستراتيجية للقوات المنسحبة خارج سوريا ليتم تجميعها في المنطقة الجبلية بين جبل الكرمل وأخدود وادي الأردن، كان يعتقد أن هذه التضاريس فعالة ضد قوة الدبابات الألمانية النازية، تمت الإشارة إلى هذه الخطة على أنها حصن فلسطين النهائي (بي اف اف) لـ «الدفاع عن الموقف الأخير فلسطين»، في أوائل عام 1942، أعلن البريطانيون أن منطقة جبل الكرمل منطقة عسكرية مغلقة وبدأت أعمال البنية التحتية الضخمة.
في عام 1942، زاد خطر الغزو الألماني من الجنوب مع تقدم الفيلق الأفريقي إلى مصر، ناقش قادة يشوب خططًا للدفاع ضد الإبادة الجماعية للسكان اليهود من قبل الجيش الألماني ومؤيدي النازيين المحليين الذي كان متوقعًا في حالة تراجع البريطانيين عن فلسطين، تضمنت «خطة الشمال» في هاجانا استخدام هياكل حصن فلسطين النهائي، كما سمىيشوف خطتهم «مسعدة على الكرمل» و «هيفاء مسعدة-موسى داغ» على الرغم من أن يشوف كان مدعاة للقلق خلال 200 يوم من الرهبة (من ربيع 1942 إلى 3 نوفمبر 1942)، إلا أنه بعد معركة العلمين الثانية لم يتخذ أي إجراءات أخرى من قبل البريطانيين ولا من قبل يشوف للتحضير ضد الغزو المحتمل من قبل قوى المحور.